# Ğ
Ğ sau ğ este o literă folosită în limbile turcice (turcă, azeră, zazaki etc.) În turcă, Ğ este numită yumușak ge, este a noua literă a limbii și nu are sunet.